# Владимирский путепровод
Влади́мирский путепрово́д — автомобильный, трамвайный и пешеходный путепровод в Москве. Сооружён в 1912 году через пути Рязанского направления Московской железной дороги на трассе Владимирского шоссе (ныне шоссе Энтузиастов). Реконструирован в 1952 году; автор проекта — инженер И. Г. Миротин.
Путепровод расположен вблизи станции Перово. Название получил от бывшего Владимирского шоссе.
Путепровод имеет три полосы для движения в каждом направлении. По путепроводу проходят трамваи 12, 37, 38, 43, 46; автобусы 125, т30, т53, н4.